# Leão-americano
O leão-americano ou megaleão (Panthera leo atrox ou Panthera atrox) é um felino extinto que viveu na América do Norte durante o Pleistoceno e se extinguiu há cerca de 10 000 anos. A espécie, de classificação ainda discutível (ver em baixo), é geralmente considerada como um sub-tipo do leão moderno (Panthera leo) e próxima do leão-das-cavernas que viveu na Europa durante o mesmo período.
A subespécie foi descrita com base em centenas de fósseis retirados dos Poços de betume de La Brea na Califórnia. Através destes exemplares, sabe-se que o leão-americano foi, ao lado do Smilodon populator, um dos maiores felinos conhecidos. Sendo aproximadamente 35% maior que os leões atuais, o Leão-americano foi estimado em ter massa corpórea por volta dos 330 quilos, com projeções que talvez pudesse chegar aos 400 quilos alguns exemplares. Assim como nos leões atuais, nos leões americanos as fêmeas eram consideravelmente menores que os machos. Na cernelha mediam cerca de 1,3 metros de altura e possuíam cerca de 3,5 metros de comprimento total (incluindo cauda).
A dentição do leão-americano era bastante semelhante à do leão moderno, mas os caninos eram bem mais grossos que caninos de leões e tigres atuais. A sua capacidade era também por comparação mais elevada, o que leva a especular sobre uma inteligência também superior. As patas do leão-americano eram mais longas o que sugere que, apesar do tamanho, fossem corredores ágeis e velozes.
O leão-americano foi um dos predadores mais comuns do seu tempo, o que sugere que a espécie tenha sido bem sucedida, e encontrava-se no topo da cadeia alimentar. As suas presas eram provavelmente veados, mamutes filhotes e outras espécies pertencentes à megafauna norte-americana. Os exemplares recolhidos em La Brea representam em igual proporção machos e fêmeas, o que sugere que a caça fosse uma actividade individual ou em pares. A atividade predatória do leão actual é feita essencialmente pelas fêmeas e, se o leão-americano seguisse este padrão, seria de esperar predominância de exemplares femininos.
A distribuição do leão-americano é heterogénea na América do Norte. São conhecidos exemplares no Alasca e Yukon, Califórnia e Flórida, mas aparentemente a espécie não chegou a colonizar a costa leste do Canadá e a zona nordeste dos Estados Unidos. Os exemplares mais recentes foram recolhidos no México e Peru, o que sugere que tenham migrado para sul antes da sua extinção.
O leão-americano evoluiu provavelmente a partir das populações de leão das cavernas que chegaram às Américas através do Estreito de Bering e ficaram isoladas da Eurásia por volta dos 35 000 anos. O desaparecimento dos leões-americanos está provavelmente relacionado com a extinção da megafauna de herbívoros que ocorreu há 10 000 anos, no princípio do Holocénico. Foram encontrados restos desta espécie junto de acampamentos paleolíticos de índios americanos, mas é pouco provável que este animal tivesse sido caçado para alimentação.

## Classificação
Este felino é geralmente considerado como um sub-espécie do leão moderno, mas após a sua descoberta, foi pensado que fosse uma espécie própria (Panthera atrox), depois como um parente do leão, mais tarde foi observado uma semelhança com a Panthera Onca e posteriormente, exames o classificaram como uma subespécie de leão, logo depois foi pensado que fosse uma subespécie de tigre, considerando semelhanças na caixa craniana. Para confundir ainda mais, foram descobertos no Alasca possíveis fósseis do Panthera tigris acutidens. No entanto, exames de DNA mostram que o Leão-americano é uma linhagem irmã do Leão-das-cavernas, sustentando a hipótese de ser mesmo uma subespécie extinta do leão moderno.